# Détachant
 (mai 2023).
Si vous disposez d'ouvrages ou d'articles de référence ou si vous connaissez des sites web de qualité traitant du thème abordé ici, merci de compléter l'article en donnant les références utiles à sa vérifiabilité et en les liant à la section « Notes et références ».
Les produits détachants sont les produits destinés à enlever les taches sur les textiles.

## Détachants chimiques

### Produits chimiques
- Perchloroéthylène classé comme cancérigène

### Marques de produits détachants
- K2r, Ecover, Ecodoo, Dr Beckmann

## Astuces pratiques pour enlever les taches

### Auréoles de transpiration, taches de fruit
Sur les tissus blancs, appliquer un jus de citron puis passer à la machine.

### Taches de fruit, de thé ou d'herbe
- Utiliser un mélange de 1 cuillère à café de vinaigre blanc et 2 cuillères à café de bicarbonate de soude. Étaler sur la tache et passer en machine.
- On peut essayer aussi le jus de citron, en laissant agir.

### Taches de vin rouge
- Verser de l'eau gazeuse jusqu'à disparition de la tache.
- Ne jamais utiliser de sel qui fixerait la tache.
- Sur un tissu blanc, qui n'est pas fragile, plonger la tache dans du lait chaud, et laisser agir.
- Sur un vêtement, frotter avec du savon de Marseille et du jus de citron.

### Taches de sperme
- Pour du sperme frais, tremper à l'eau froide avec quelques cuillères de bicarbonate de soude. Ne jamais verser d'eau chaude qui fixerait la tache.
- Pour du sperme séché, tremper une demi-heure à l'eau froide avec une cuillère de vinaigre blanc. On peut tamponner avec de l'eau oxygénée, puis rincer abondamment.

### Tache de chocolat
Verser du lait dessus attendre 2 minutes et brosser.

### Moisissures
Faire bouillir le tissu avec du lait.

### Rouille
Verser du gros sel sur la tache, frotter avec le jus d'un demi citron pressé

### Cambouis, cirage
Appliquer un corps gras (beurre, huile..) pendant 5 minutes, puis retirer en grattant. Mouiller et tamponner avec un chiffon imbibé d'essence de térébenthine

### Traces de stylo-feutre
Tamponner avec de l'alcool à 90° ou alors appliquer une pâte à base de bicarbonate de soude et de jus de citron.

### Chewing-gum collé
Frotter avec un glaçon en mettant un autre glaçon sous le tissu